# 七手組
七手組（しちてぐみ）は、豊臣秀吉の馬廻組から武功の者として選抜された精鋭およびその組頭衆で、御馬廻七頭の異称。七手組頭とも言う。

## 概要
七手組は、秀吉の馬廻衆や近習衆などの中から組頭を7人を選抜したものである。『太閤記』によれば以下の7人。それぞれ3,000石から1万石程度の所領を持った武将で、主君の護衛にあたった騎馬武者である馬廻を7つの組に分けて配下とした。兵員の配分や組に定数があったかなどは不明。
『小田原陣陣立』によれば、小田原征伐の際の秀吉の馬廻組は12組（7,050人）あり、うち4つが七手の堀田組（600人）・伊藤組（700人）・真野組（600人）・速水組（600人）であった。『松浦古事記』によれば、肥前名護屋城に秀吉が滞在していた間、その御馬廻衆は、御側衆6組（4,300人）、御小姓衆6組（3,500人）、室町殿（500人）、御伽衆（800人）、木下半介組（1,500人）、御使番衆（750人）、御詰衆（1,200人）、鷹匠衆（850人）、中間衆（1,500人）の合計14,900人で構成されており、名護屋城の三の丸に6組（うち2つが七手の中嶋組・堀田組）・本丸に6組（うち3つが七手の伊藤組・真野組・速水組）が警護にあてられていた。同記に各組の人数の表記はないが、500から700人程度だったようである。
また「大坂七手組」とも称されたように、七手組組頭たちは大坂城の詰衆でもあった。彼らはすべて豊臣家譜代の直参であり、秀吉死後は豊臣秀頼に仕えて、側近のような立場になり、慶長5年（1600年）の関ヶ原の戦いでも概ね大坂城を警護した。
慶長20年（1615年）の大坂夏の陣では、冬の陣の後に徳川方に人質を取られ勾留された青木一重と徳川氏に内通していた伊東長実の2名を除く、全員が落城と共に討ち死を遂げた。

### 『太閤記』にある七手組
1. 郡宗保（主馬正）
2. 野々村雅春（伊予守）
3. 堀田盛重  (盛高/正高、図書助)
4. 中嶋氏種（式部少輔）
5. 真野助宗（蔵人）→後に子の頼包（豊後守）
6. 青木一重（民部少輔）
7. 伊東長実（丹後守）

その他の七手組
- 速水守久（甲斐守）